# Ángel Luis Hueso Montón
Ángel Luis Hueso Montón (Madrid, 1945) és un historiador del cinema espanyol. Es va llicenciar en filosofia i lletres (secció d'història) a la Universitat Complutense de Madrid. El 1979 va ingressar com a professor adjunt d'història del cinema a la Universitat de Santiago de Compostel·la, i des del 1990 n'és catedràtic d'història del cinema. Ha estat secretari i vicedegà de la Facultat de Geografia i Història de la Universitat, director del Departament d'Història i vicerector de Comunicació i Projecció Exterior.
Ha treballat en diverses línies de recerca relacionades amb la història del cinema, ha analitzat l'estructuració dels gèneres, així com les relacions entre el món històric del segle XX i el cinema. Des de finals dels anys vuitanta, ha dedicat una gran atenció als aspectes relacionats amb l'assentament del cinema a Galícia i a la localització i la catalogació dels fons cinematogràfics, en col·laboració amb la Xunta de Galicia i el Consello da Cultura Galega, entre d'altres.
Ha dirigit el projecte de recerca per a la realització de la filmografia espanyola dels anys 40, finançat per la Direcció general d'Investigació Científica i Tècnica, i publicat el 1998 per Filmoteca Espanyola i Ediciones Cátedra.

## Obres
- Catálogo dos fondos cinematográficos nos arquivos públicos galegos (1990).
- Fontes e documentos sobre cine en Galicia nos arquivos da Administración Central (1992).
- Filmografía Galega: longametraxes de ficción (1998).
- Filmografía galega. Curtametraxes (2002).
- Catálogo del cine español. Películas de ficción 1941-1950, Ediciones Cátedra. ISBN 978-84-376-1690-2.
- El cine y el siglo XX Ariel, 1998. ISBN 84-344-6601-5.
- La exhibición cinematográfica en La Coruña, 1940-1989, Diputación Provincial de A Coruña. Imprenta Provincial, 1992. ISBN 84-86040-65-5.
- El cine y la historia del siglo XX, Universidade de Santiago de Compostela, 1983. ISBN 84-7191-304-6.
- Historia de los géneros cinematográficos, Valladolid: El autor, 1976. ISBN 84-400-1878-9.

## Premis
El 2005 va rebre la medalla a la labor literària del Cercle d'Escriptors Cinematogràfics.